# 小田和正 カウントダウン・ライブ ちょっと寒いけどみんなで SAME MOON!
『小田和正カウントダウン・ライブ ちょっと寒いけどみんなでSAME MOON!』（おだかずまさカウントダウン・ライブ ちょっとさむいけどみんなでセイム・ムーン）は、2001年5月16日にリリースされた、小田和正2作目の映像作品（屋外ライブ映像）。発売元はBMGファンハウス。

## 解説
2000年12月31日から2001年1月1日にかけて横浜・八景島シーパラダイス・マリーナヤードにて行なわれた、小田和正初のカウントダウン・ライブの模様を収めた作品。
発売に先駆け、2001年3月31日にWOWOWで放送された。作品自体はWOWOWで放送されたものと同一である。

## 出演者

### THE BAND[1]
- 小田和正 - ヴォーカル、ギター、キーボード
- 木村万作 - ドラムス
- 山内薫 - ベース
- 稲葉政裕 - ギター
- 栗尾直樹 - キーボード
- 園山光博 - サックス
- 木下智明 - コーラス
- 大石真理恵 - パーカッション&コーラス

### ゲスト
- 山本潤子 - ヴォーカル
- 鈴木雅之 - ヴォーカル
- 佐橋佳幸 - ギター

## 収録曲
1. 忘れてた思い出のように
2. FAR EAST CLUB BAND SONG
3. 春風に乱れて
4. 眠れぬ夜
5. 真夏の恋
6. 夏の日
7. 秋の気配
8. さよなら
9. ためらわない、迷わない
10. 歌を捧げて
  - （ゲストの山本潤子と）
11. 翼をください（赤い鳥）
  - （ゲストの山本潤子と）
12. woh woh
13. 夜空ノムコウ（SMAP）
14. 風のように
15. Little Tokyo
16. The Flag
17. もっと近くに
18. 恋は大騒ぎ
19. だからブルーにならないで
20. そのままの君が好き
21. 恋人（鈴木雅之）
  - （ゲストの鈴木雅之と）
22. め組のひと（ラッツ&スター）
  - （ゲストの鈴木雅之、山本潤子と）
23. ラブ・ストーリーは突然に
  - （ゲストの鈴木雅之、山本潤子と）
24. またたく星に願いを
  - （ゲストの鈴木雅之、山本潤子と）
25. YES-YES-YES
  - （ゲストの鈴木雅之、山本潤子と）～カウントダウン
26. 風の街
  - （ゲストの佐橋佳幸と）
27. こんな日だったね
  - （ゲストの佐橋佳幸と）
28. 勝手に寂しくならないで
  - （ゲストの鈴木雅之、山本潤子、佐橋佳幸と）
29. Yes-No
  - （ゲストの鈴木雅之、山本潤子、佐橋佳幸と）
30. my home town
  - （ゲストの鈴木雅之、山本潤子、佐橋佳幸と）
  - この曲の途中で、小田和正が感極まり、歌えなくなってしまうハプニングがあった。
31. 夢で逢えたら（吉田美奈子・ラッツ&スター）
  - （ゲストの鈴木雅之、山本潤子と）
32. same moon（未発表曲）
  - （佐橋佳幸を除く出演者全員で）